# Brazília földrajza
Brazília földrajza az ország természeti viszonyait írja le.

## Fekvése

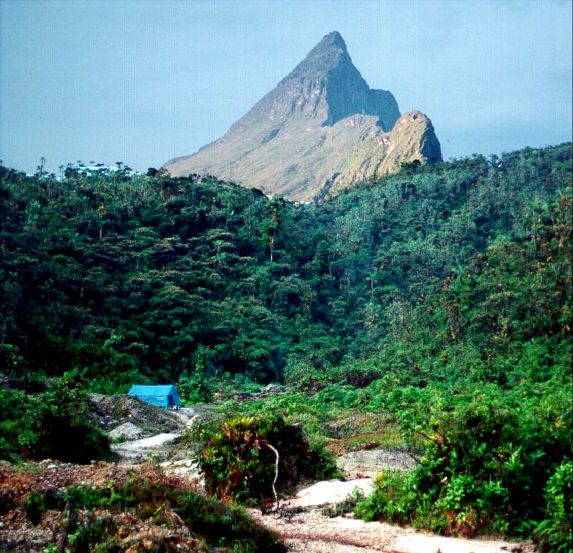
Pico da Neblina, az ország legmagasabb pontja

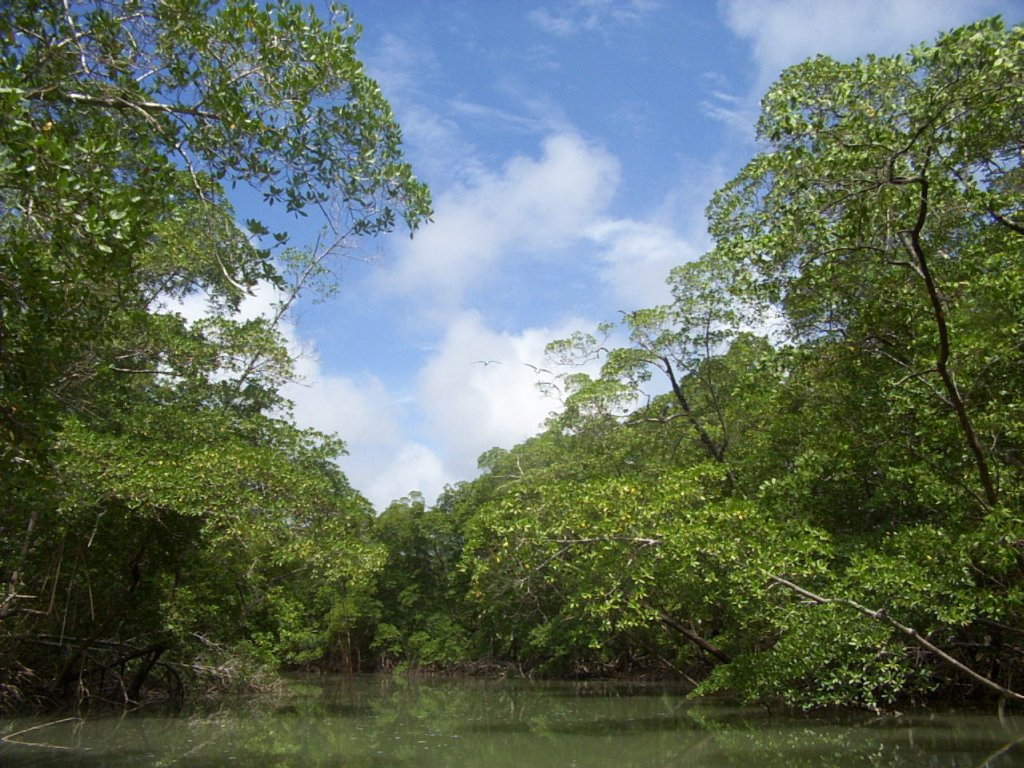
Egy folyó az Amazonas-medence őserdejében

Az ország észak-déli kiterjedése kb. 4500 km és kb. 7500 km-es partszakasszal érintkezik az Atlanti-óceánnal. A legmagasabb pontja a venezuelai határhoz közel emelkedő Pico da Neblina (2994 m).
A dél-amerikai kontinens keleti, illetve központi részét foglalja el. Felszíne mégsem mutat nagy változatosságot, két fő tájegysége az Amazonas-medence és a Brazil-felföld.
- Egyes források[1] négy tájegységet különböztet meg:

1. Az ország legészakibb részén a Guyanai-hegyvidék
2. Az Amazonas-medence mintegy 3500 km hosszú és 200 km széles síkság a Guyanai-hegyvidék és a Brazil-felföld között. A szárazföld belsejében szélesebb, az Amazonas torkolatában szűkül.
3. A Brazil-felföld 2000 méter magasságig kapaszkodó hegyek és fennsíkok, platók rendszere. Magassága a parttól a kontinens belseje felé csökken. Legmagasabb csúcsa a Pico da Bandeira (2884 m).
4. a Paraguay folyó alföldje a legkisebb tájegység, az ország délnyugati részén.

## Vízrajza
A leghosszabb folyói:'
- Amazonas – 6480 km
- Paraná – 4700 km
- Purús – 3200 km

Az ország nagy kiterjedése és nedves éghajlata következtében bő és kiterjedt folyó- és vízrendszerhálózattal rendelkezik. Brazíliában találhatjuk bolygónk legnagyobb folyóvízrendszerét. 8 folyóvízrendszer található Brazíliában, melyek közül a legfontosabbak: az Amazonas északon, a São Francisco a középső területen és a Paraguay, Uruguay és Paraná rendszerek délen.
Az Amazonas folyó vízgyűjtője a világon a legkiterjedtebb. 5 800 000 km²-t ölel fel, melyből 3 904 392 km² a brazil földön található. A vízgyűjtő fő folyója Peruban ered, ahol Vilcanotának, majd Ucaiali-nak, Urubambanak, később pedig Marañonnak nevezik. A brazil határt átlépve a Solimőes nevet kapja, míg a Negro („fekete”) folyóval Manaus város közelében össze nem folynak. Ezután az Atlanti óceánba való torkolatig az Amazonas nevet viseli. A forrástól az óceánig 6440 km-en folyik keresztül. Ez a föld legbővebb vizű, legszélesebb folyóvize. Sokan a leghosszabbnak is tartják, mivel a folyó az áradási időszakban az útját még az óceánban is folytatja. Átlagosan 5 km széles és néhány ponton az 50 km szélességet is eléri. Az óceánok évi vízutánpótlásának 20%-át adja. Az Amazonas-medence a benne élő 2500-3000 halfajtával a leggazdagabb a világon.

## Éghajlata
Brazília fő éghajlatai
- az egyenlítői (Amazonasi régióban), ezt egész évben esős, magas hőmérséklet-átlagok jellemzik (25-27 °C között)
- a trópusi éghajlatot (Közép-Brazília és az északkeleti régió) a magas átlaghőmérséklet (18-28 °C között) és a száraz-nedves évszakok váltakozása jellemzi. A déli régió hűvösebb, mint az ország többi része (átlaghőmérséklet 18 °C, de télen fagypont alá is süllyedhet a hőmérséklet.

Brazíliát nagy kiterjedése, változatos domborzata, váltakozó magasságai és levegő-áramlatai miatt sokszínű éghajlat jellemzi. Az Egyenlítő északon, a Baktérítő a délkeleti régióban szeli át. Így Brazília legnagyobb részén a trópusi éghajlat uralkodik. Itt a meleg és nedves klíma a meghatározó. Az átlagos hőmérséklet az egész országban 20 °C, a hőmérséklet-ingadozás alacsony. A legdélebbi vidékek éghajlata már mérsékelt égövi, itt télen előfordulhat fagy és hó.

## Élővilága, természetvédelem

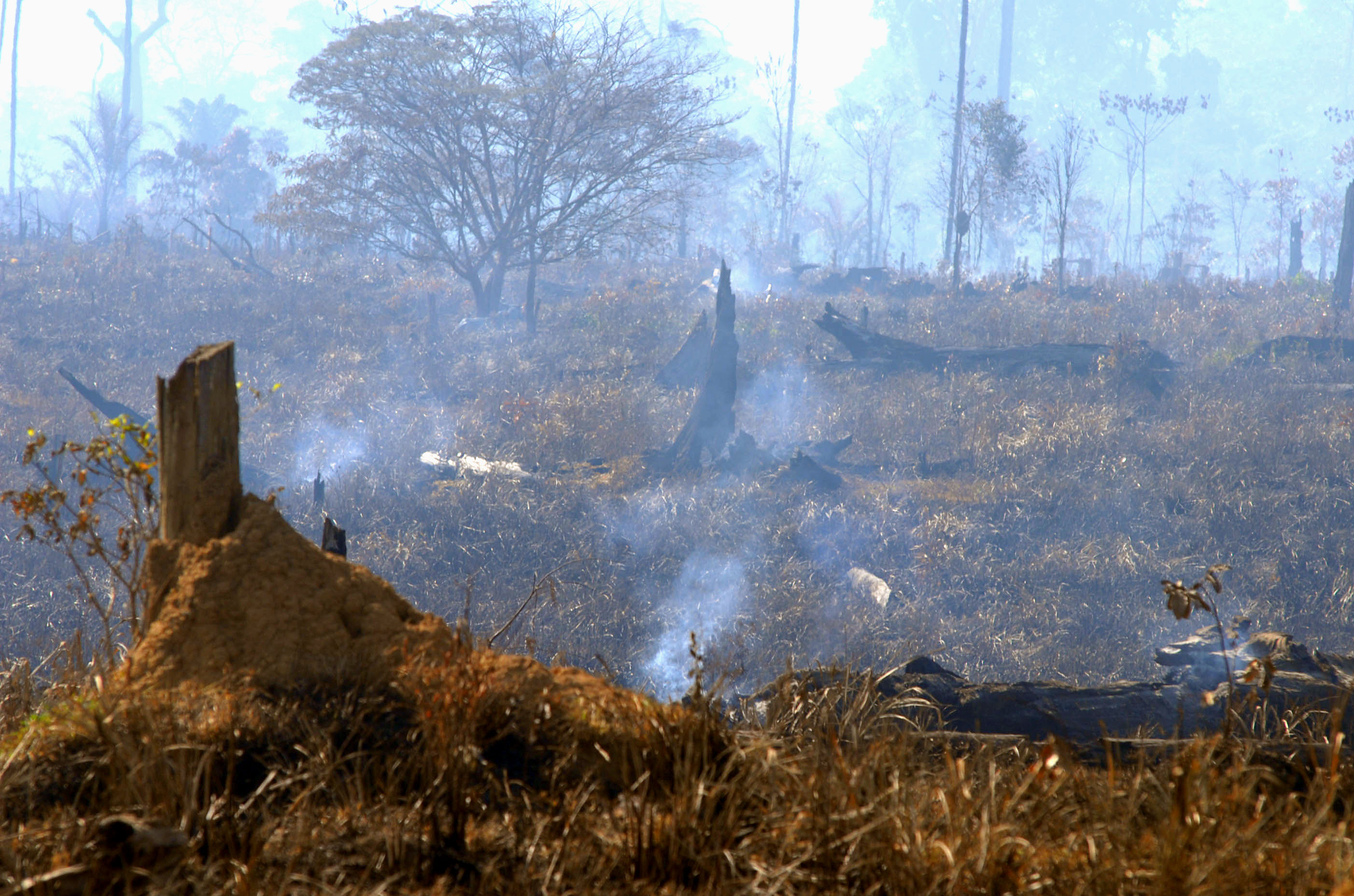
Erdőirtás növénytermesztés vagy legelők számára

Brazíliában található a föld egyik legváltozatosabb növényvilága. Ezt a különböző időjárási, földszerkezeti és domborzati adottságoknak köszönheti. A brazil vegetációt 10 csoportra oszthatjuk: Amazonasi esőerdő, az Atlanti esőerdő, caatinga, pantanal, campos, mata de araucária, mata de cocais, mangue és restinga.
- amazonasi esőerdő: kb. 7 millió km² kiterjedésű, Dél-Amerika északi és középső területein elterülő esőerdő. Legnagyobb területe Brazíliában van, bár találhatunk esőerdőt Bolíviában, Kolumbiában, Ecuadorban, Guyanában, Suriname-ban és Venezuelában is. Az Amazonas medencéje Brazília felszínének 58%-át foglalja el. A Földön itt a leggazdagabb, legváltozatosabb az élővilág. Az itt élő fajok pontos száma nem meghatározható. A természettudósok 800 000 és 5 millió közé teszik a megkülönböztethető fajok számát, ez a világon ismert összes faj 15-30%-a. Az amazonasi homokzátonyokat időszakosan ellepik a folyók - ezek az ún. várzeák - és emiatt Brazíliában ezek a legtermékenyebb talajok közé tartoznak.
- atlanti esőerdő: Brazília Atlanti-óceán menti partjaira volt jellemző ez a növénytakaró. A fajok 50%-a csak itt és sehol máshol nem él meg. Kutatók szerint a trópusi esőerdők között itt van a legnagyobb biodiverzitás/hektár arány az egész világon. Ez a terület a legveszélyeztetettebb a növekvő városiasodás és iparosodás következtében. Mára eredeti területének csupán 7%-án maradt meg, főleg Brazília déli és délkeleti régióiban.

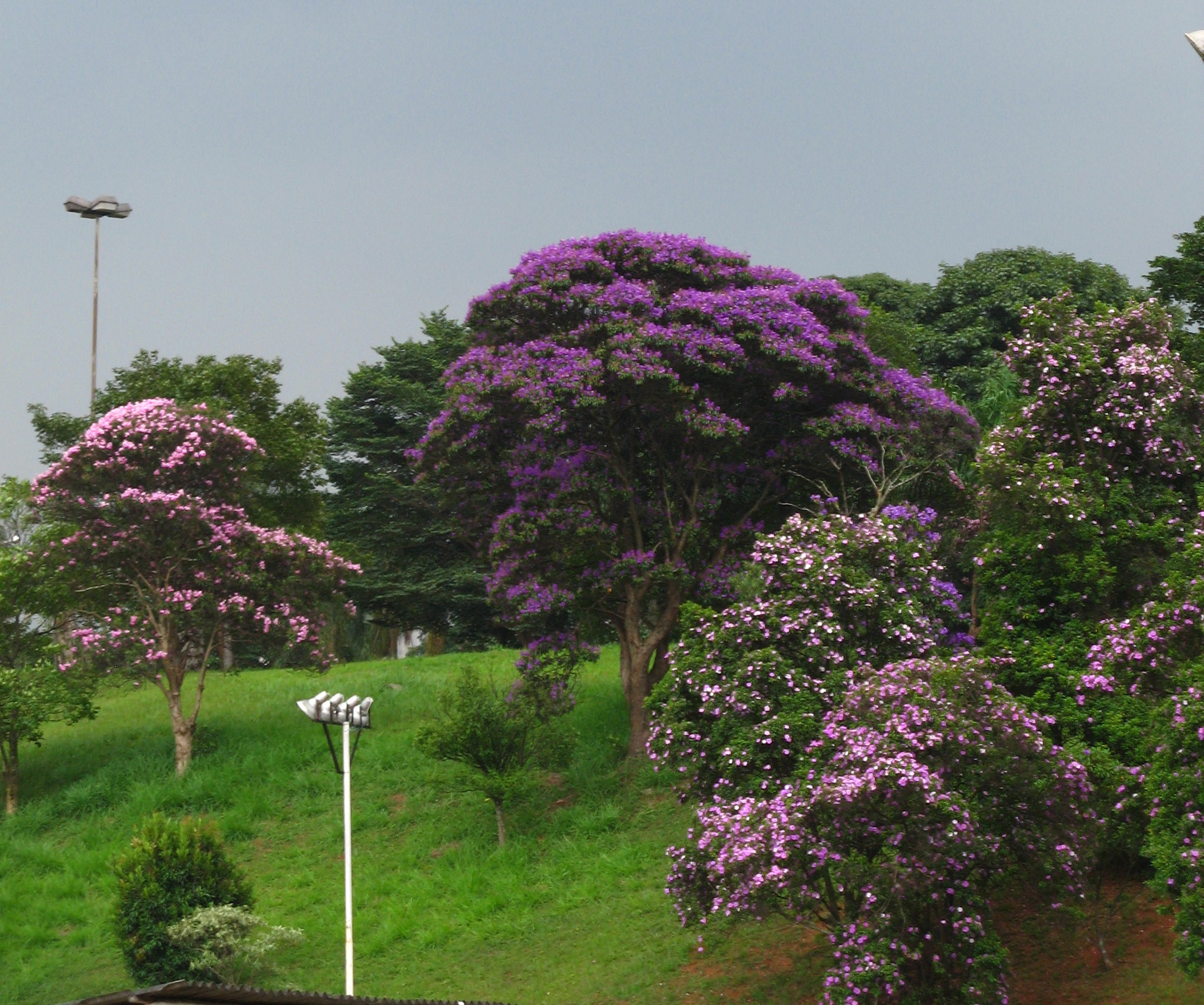
Hercegnővirág fák São Paulóban

- Caatinga: Az északkeleti régió félsivatagos területét cserjés növényzet fedi: a Caatinga. Néhány területen fél-lombhullató erdő található.
- Pantanal, a lapály, a legnagyobb mocsaras terület a világon. 150 000 km²-en terül el Mato Grosso, Mato Grosso do Sul államokban és Paraguayban. Az UNESCO a világörökség részévé nyilvánította. Kb. 650 madár-, 80 emlős-, 260 hal- és 50 hüllőfaj él itt.
- Cerrado területe szavanna jellegű tájegység Közép-Brazíliában. Bokrok és alacsony fák jellemzik. Ma a Cerrado-t a terjeszkedő mezőgazdasági termelés veszélyezteti. A terület fontosabb mezőgazdasági terményei a kukorica, a szójabab, a szőlő, mangó és trópusi gyümölcsök.
- Camposnak a mezők növényvilágát, a nagy kiterjedésű füves és cserjés területeket nevezik. Brazília déli- és délkeleti részét jellemzi ez a növényzet.
- Mata de Araucária Brazília déli területén található, s az Araucária (Araucária angustifolia) fajból származó fenyőerdő borítja.
- Mata de Cocais az Amazonas és Caatinga között terül el, Maranhão, Piauí, és Tocantins államokban. Az Amazonashoz közeli területeken a nedves éghajlatnak köszönhetően a pálmafák igen gyakoriak.
- Mangue: tavas, mocsaras terület, bokrok és fák borítják.
- Restinga a brazil tengerpart mentén húzódó homokos területekre jellemző bokrokból, alacsony fákból álló vegetáció.

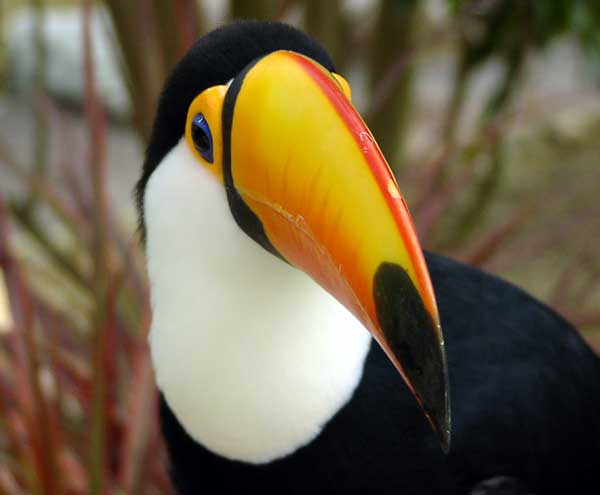
Óriástukán
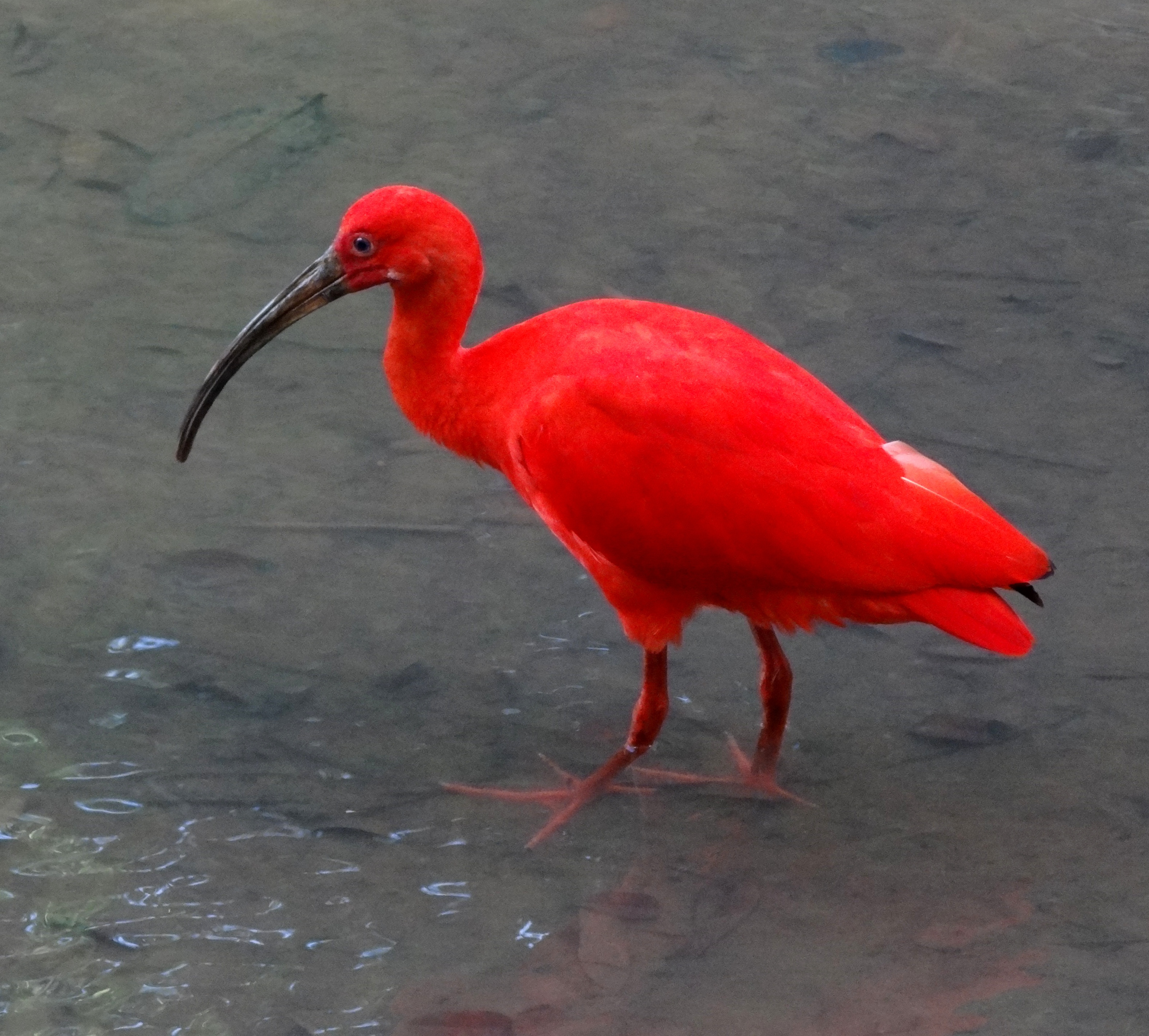
Skarlátbatla
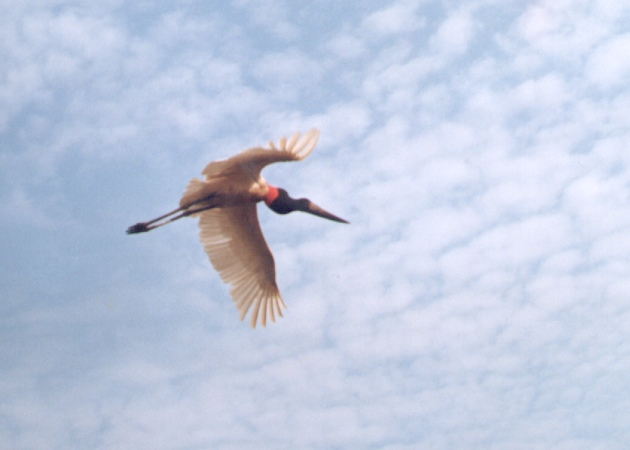
Jabiru
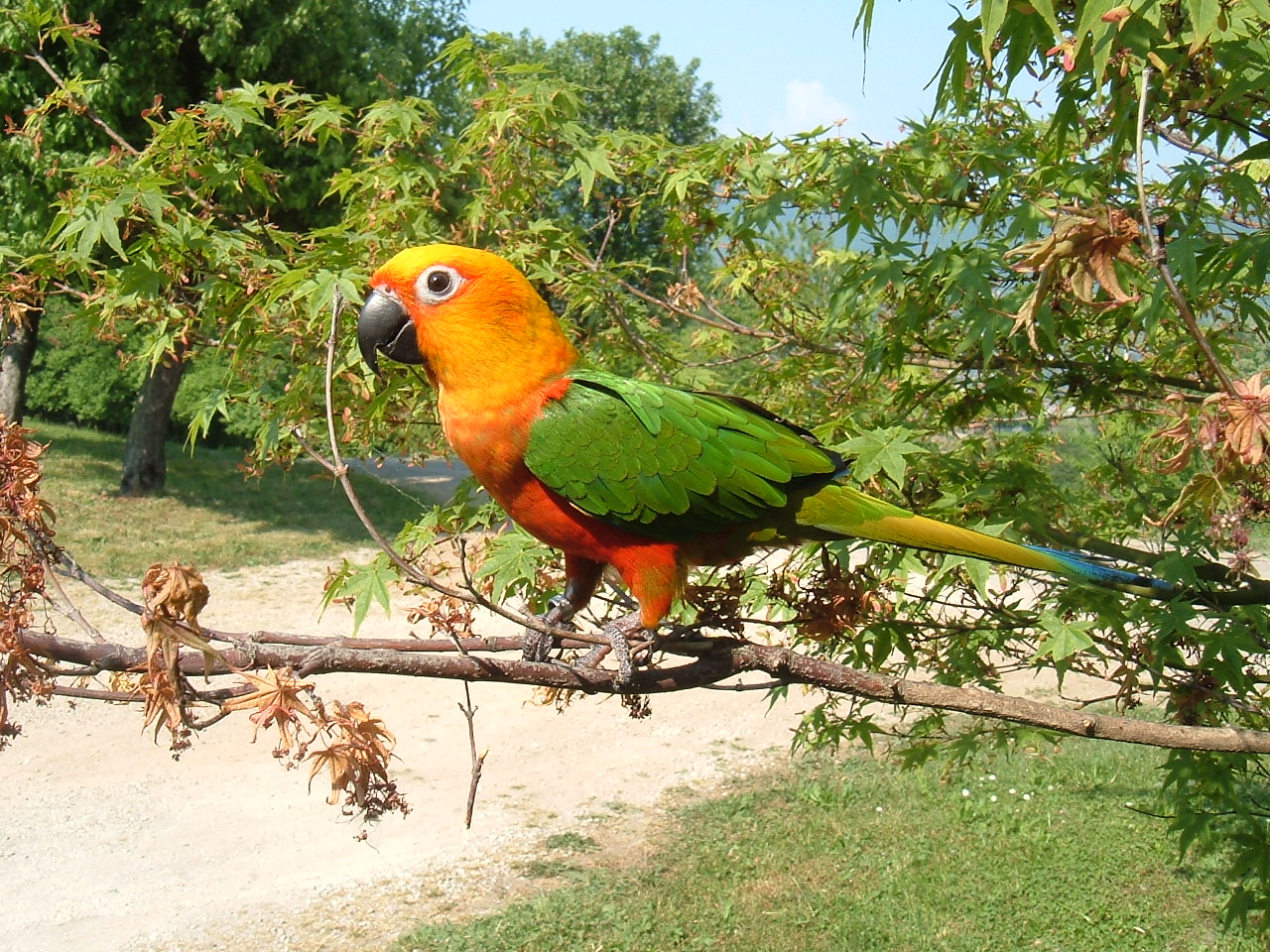
Újvilágipapagáj-formák
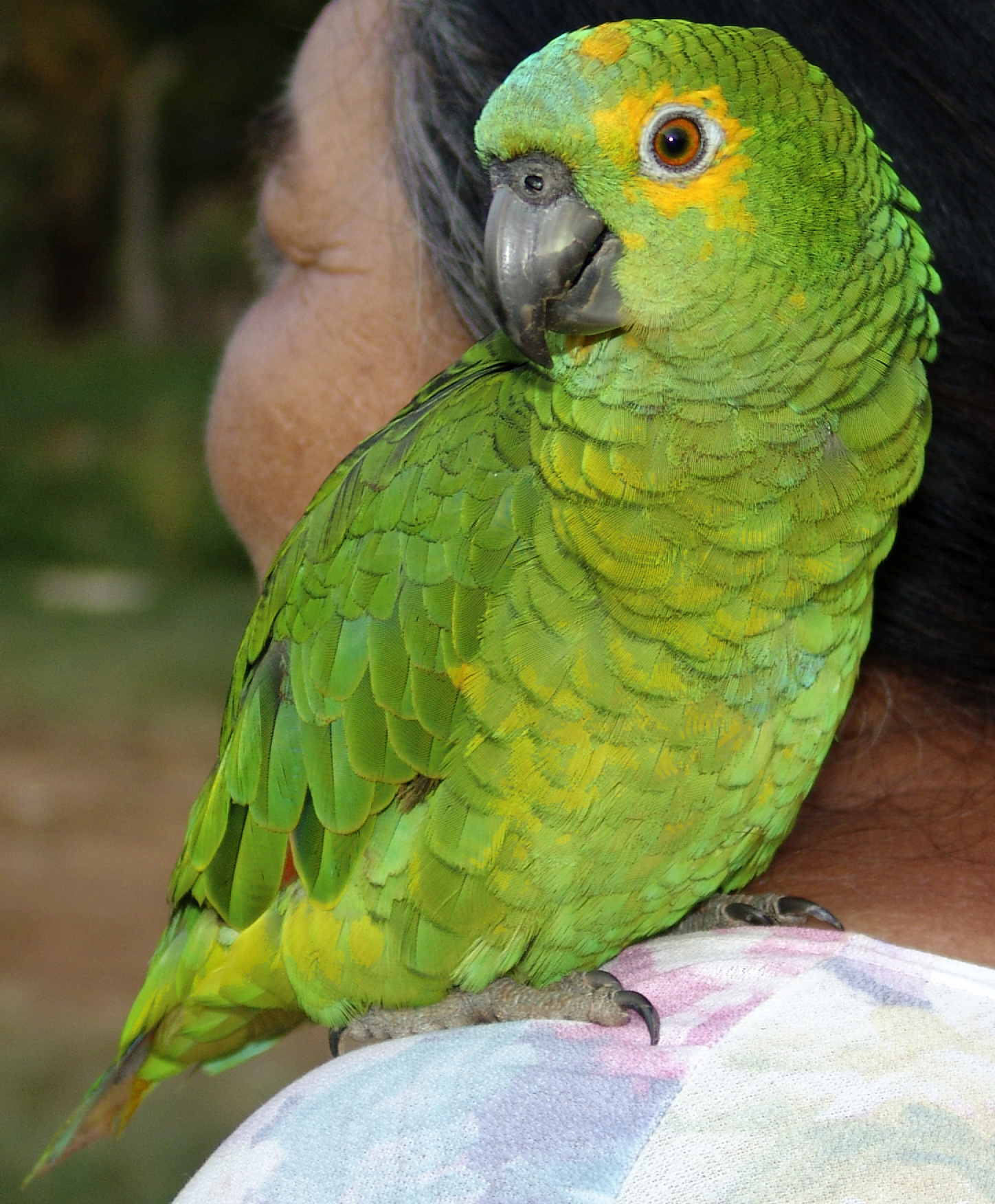
Kékhomlokú amazon
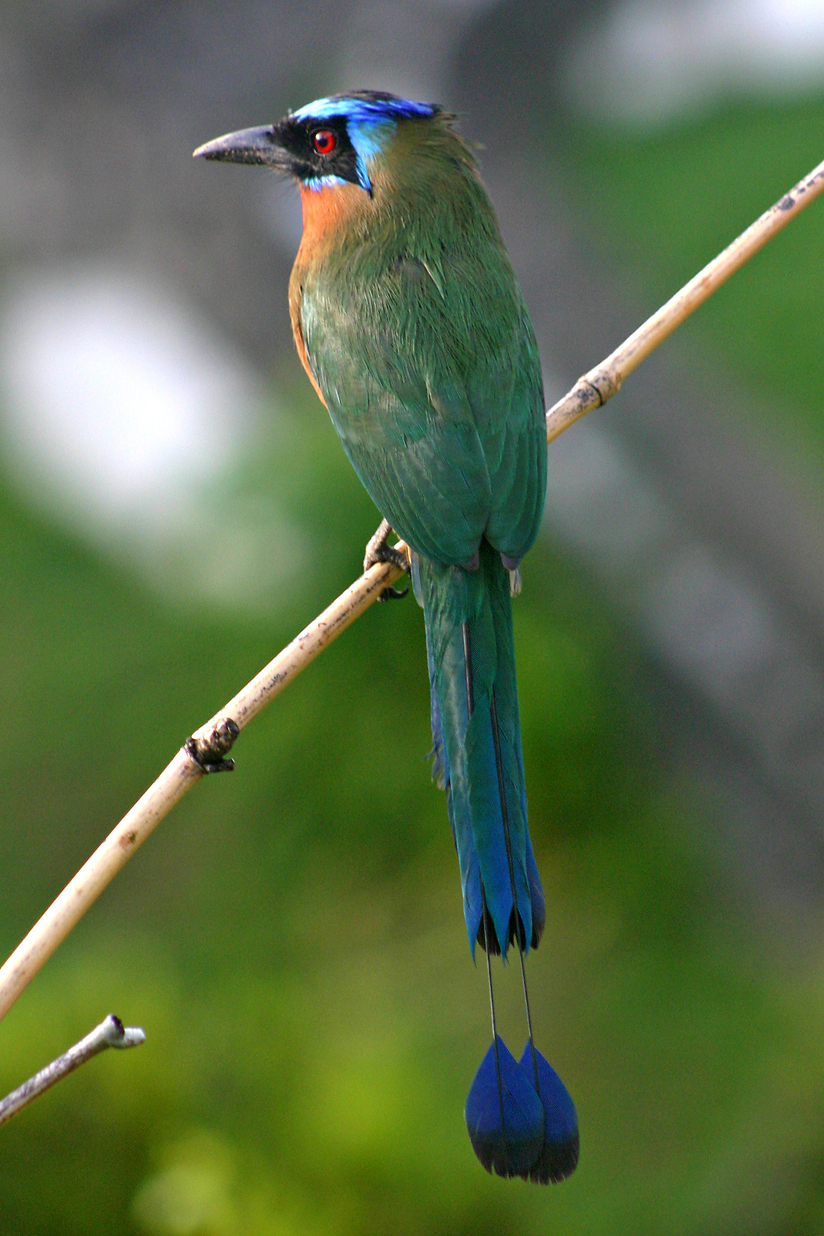
Diadémmotmot
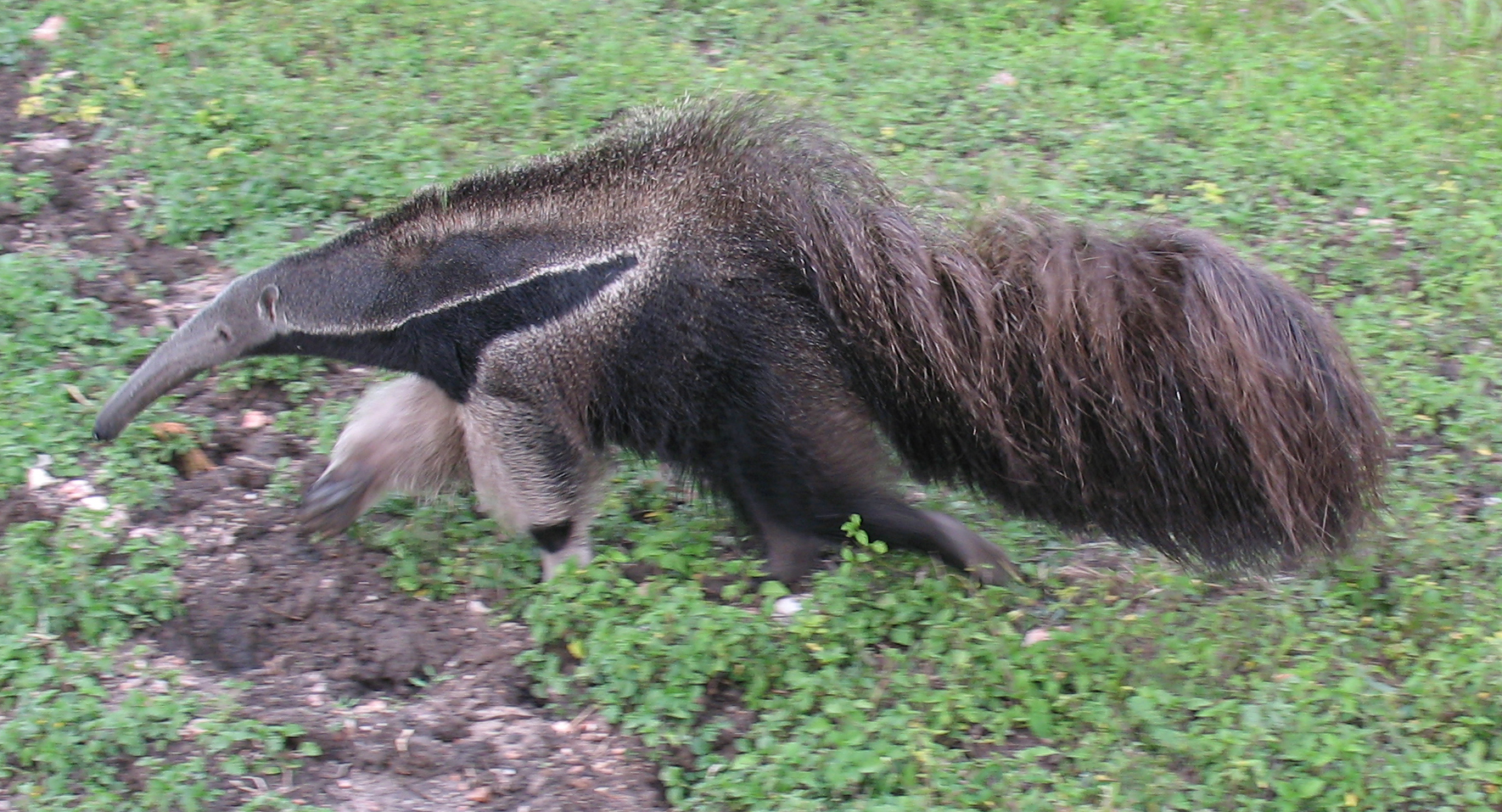
Sörényes hangyász
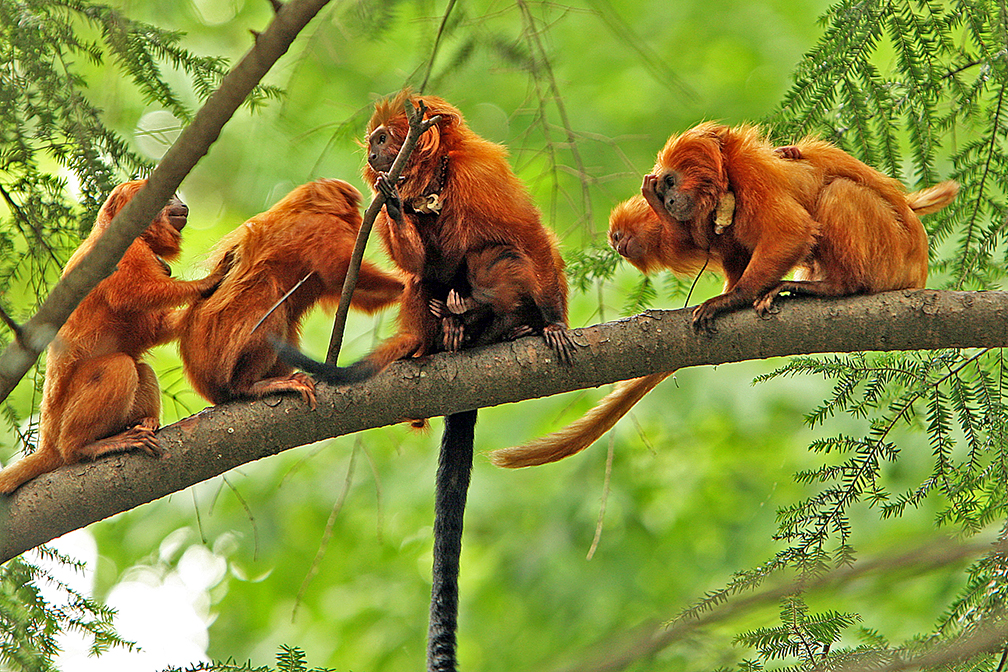
Arany oroszlánmajmocska
Skarlátarcú majom
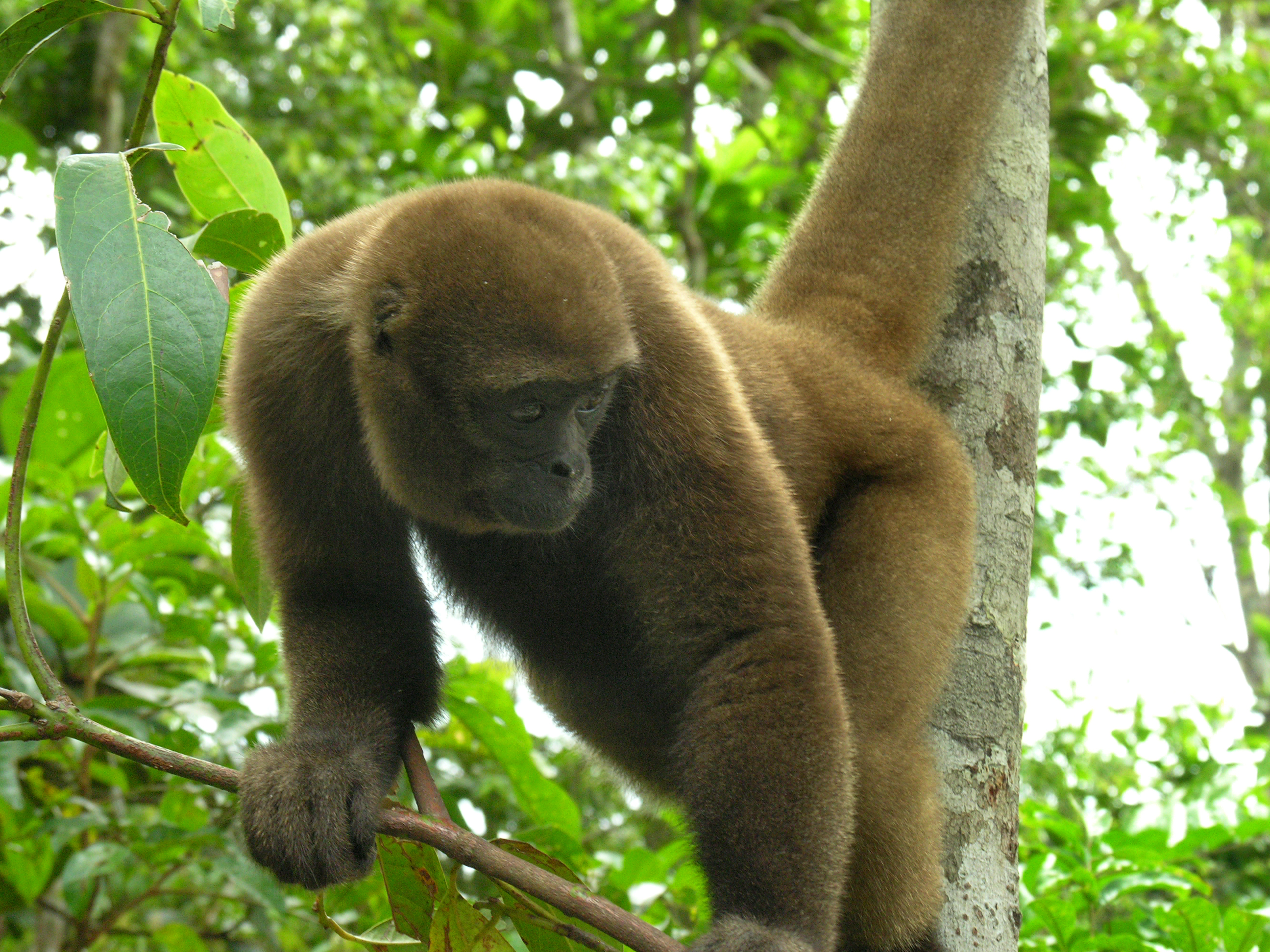
Szürke gyapjasmajom
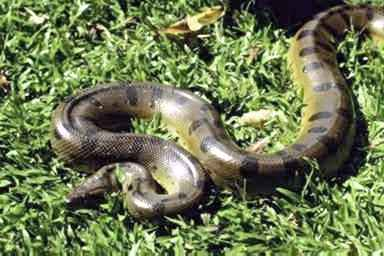
Nagy anakonda
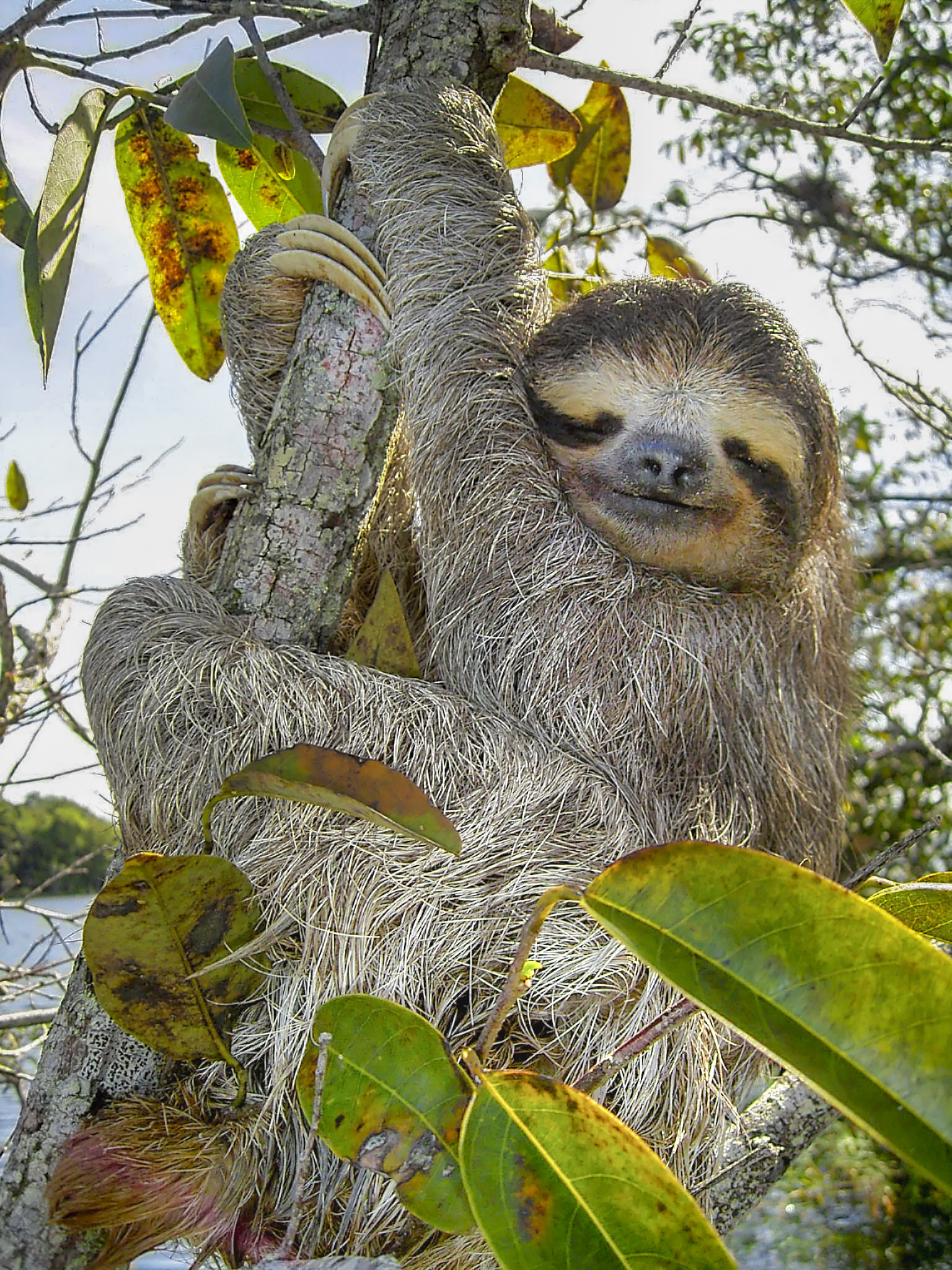
Háromujjú lajhárfélék
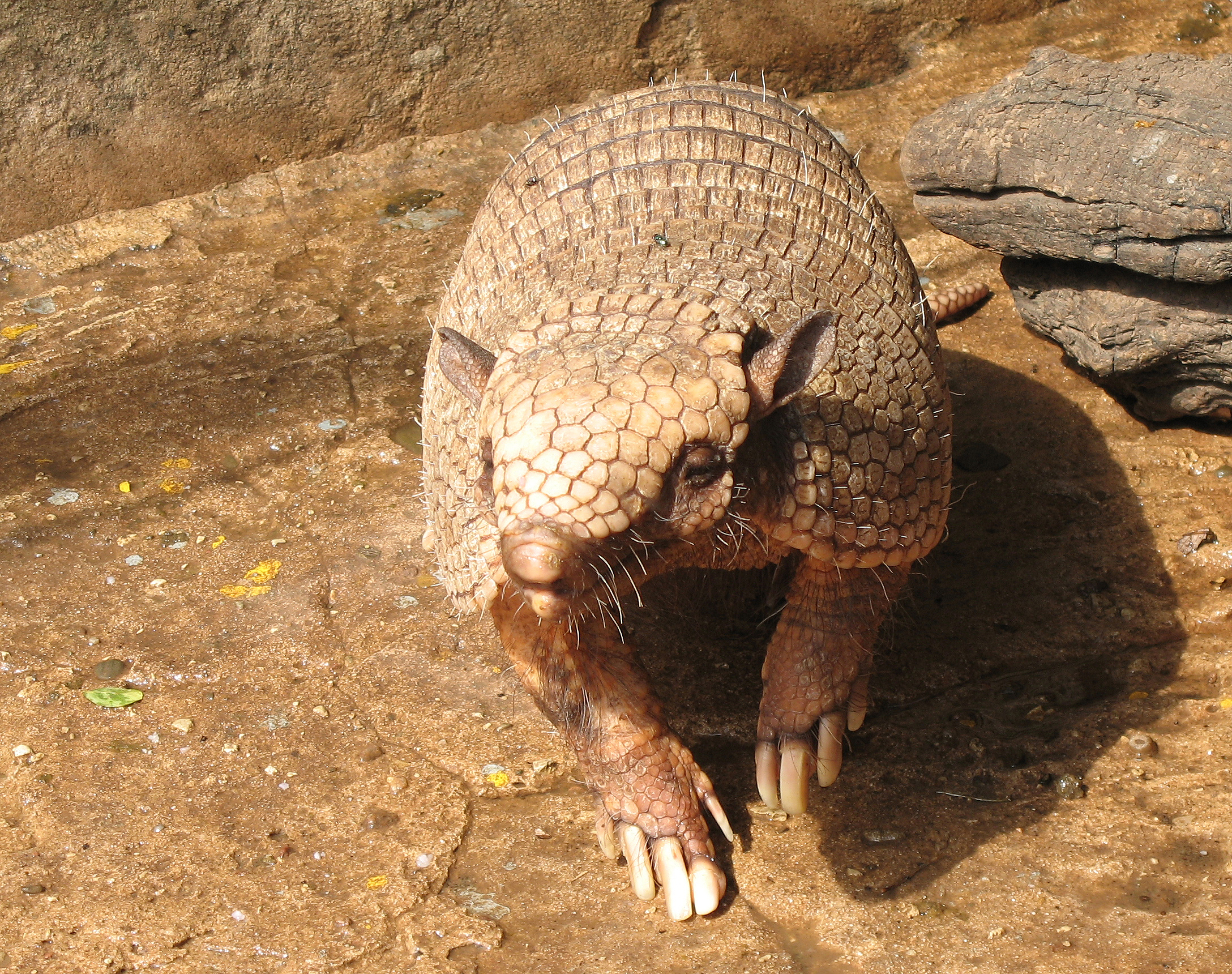
Hatöves tatu
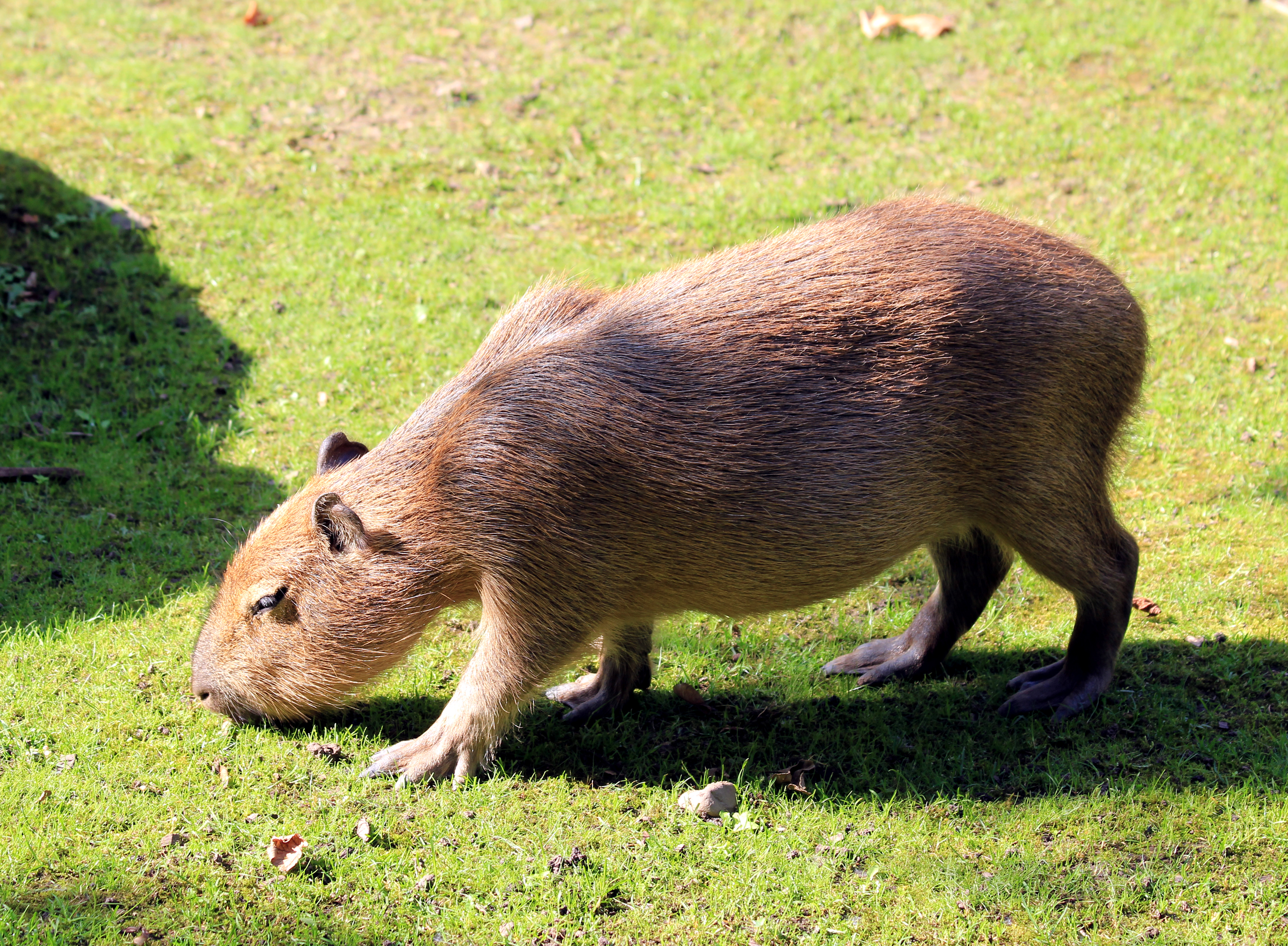
Vízidisznó
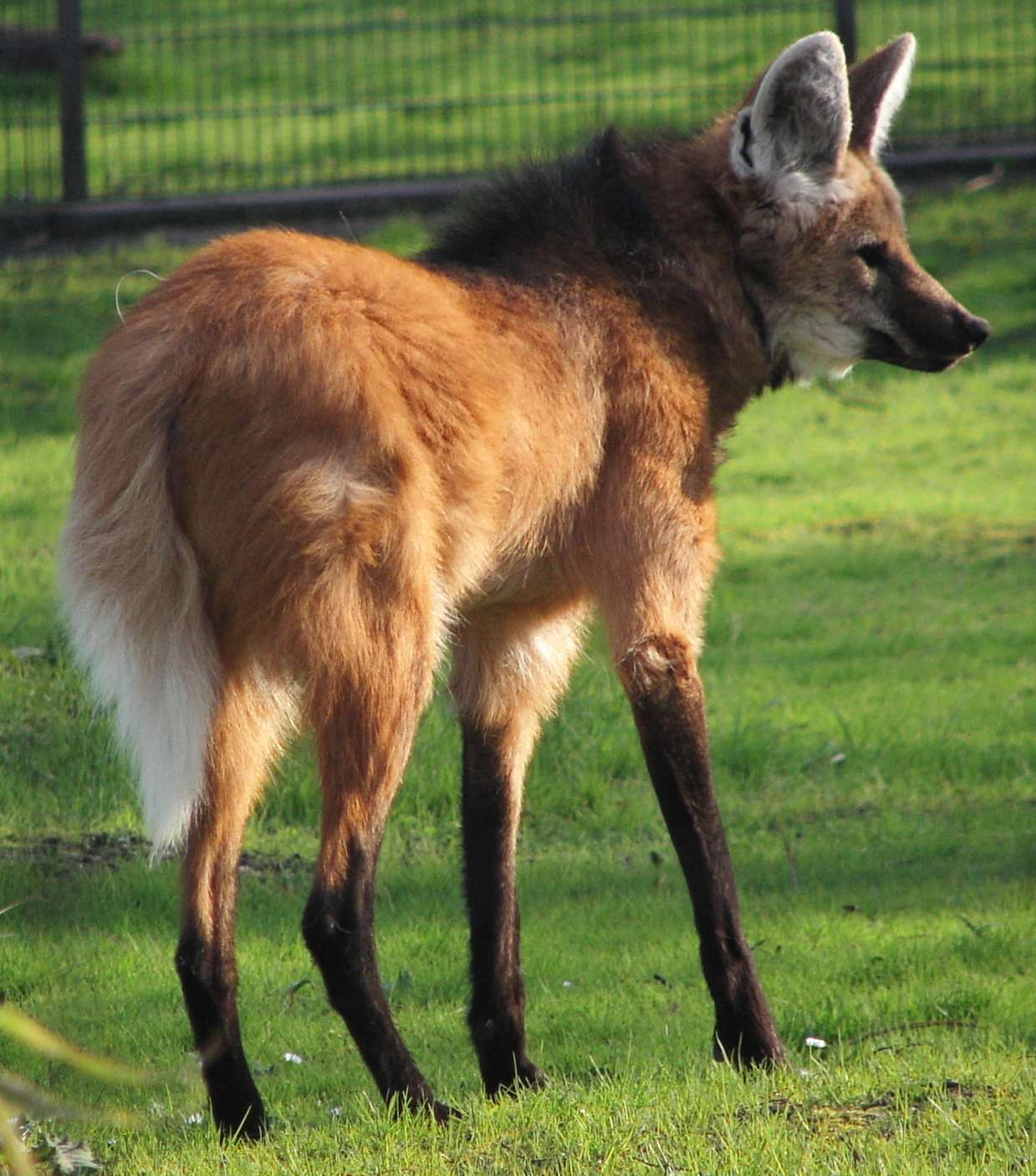
Sörényes farkas
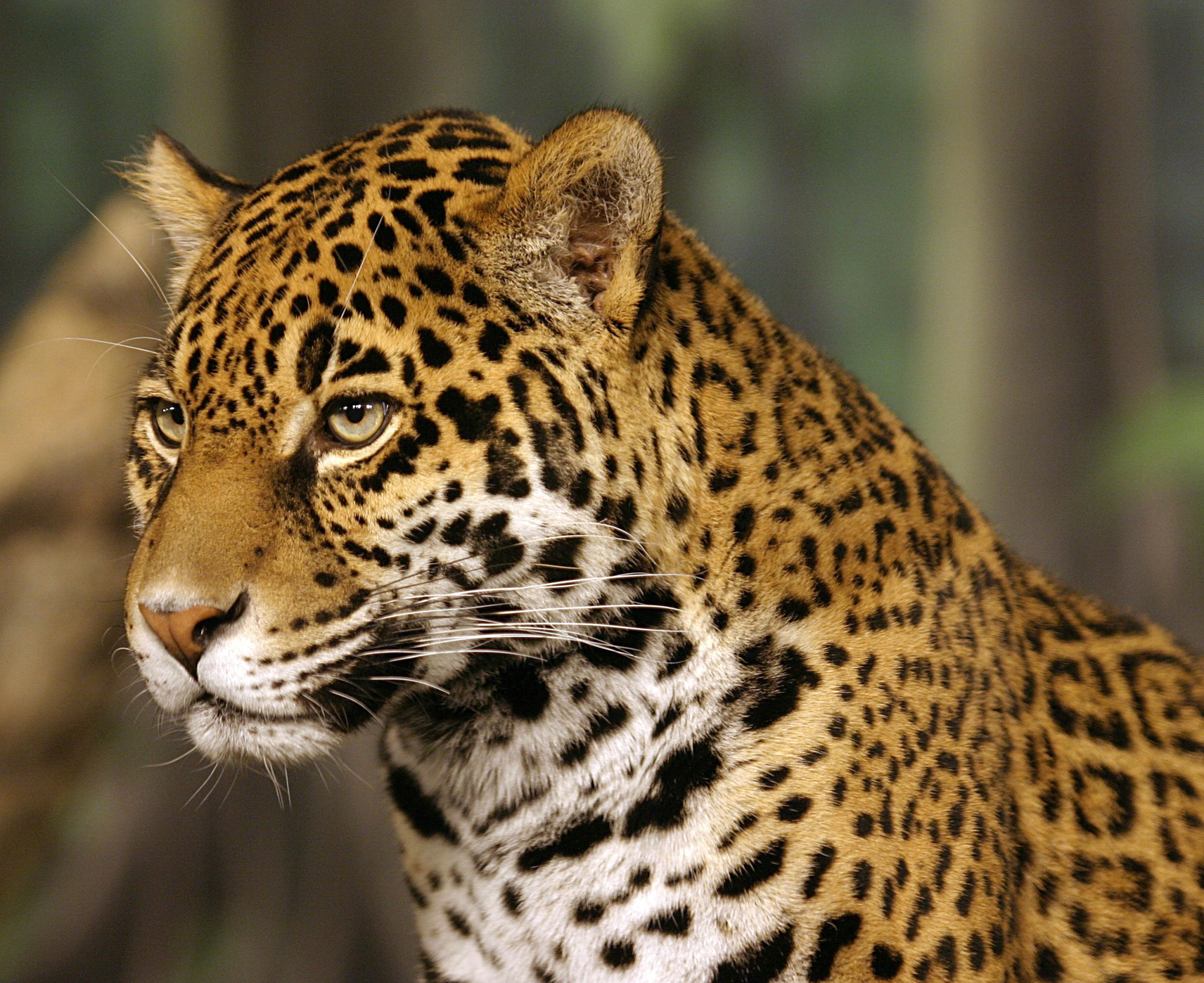
Jaguár
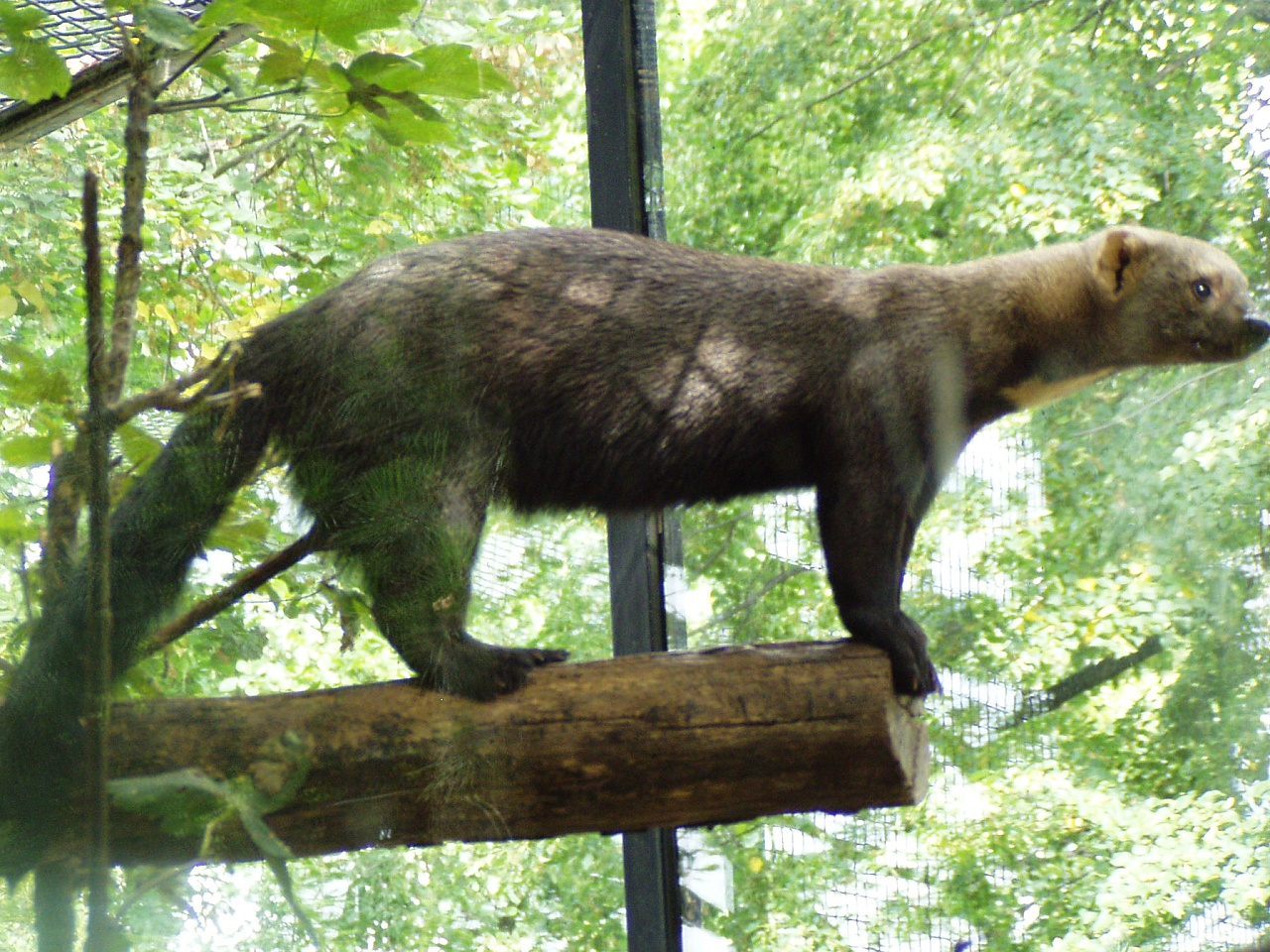
Taira
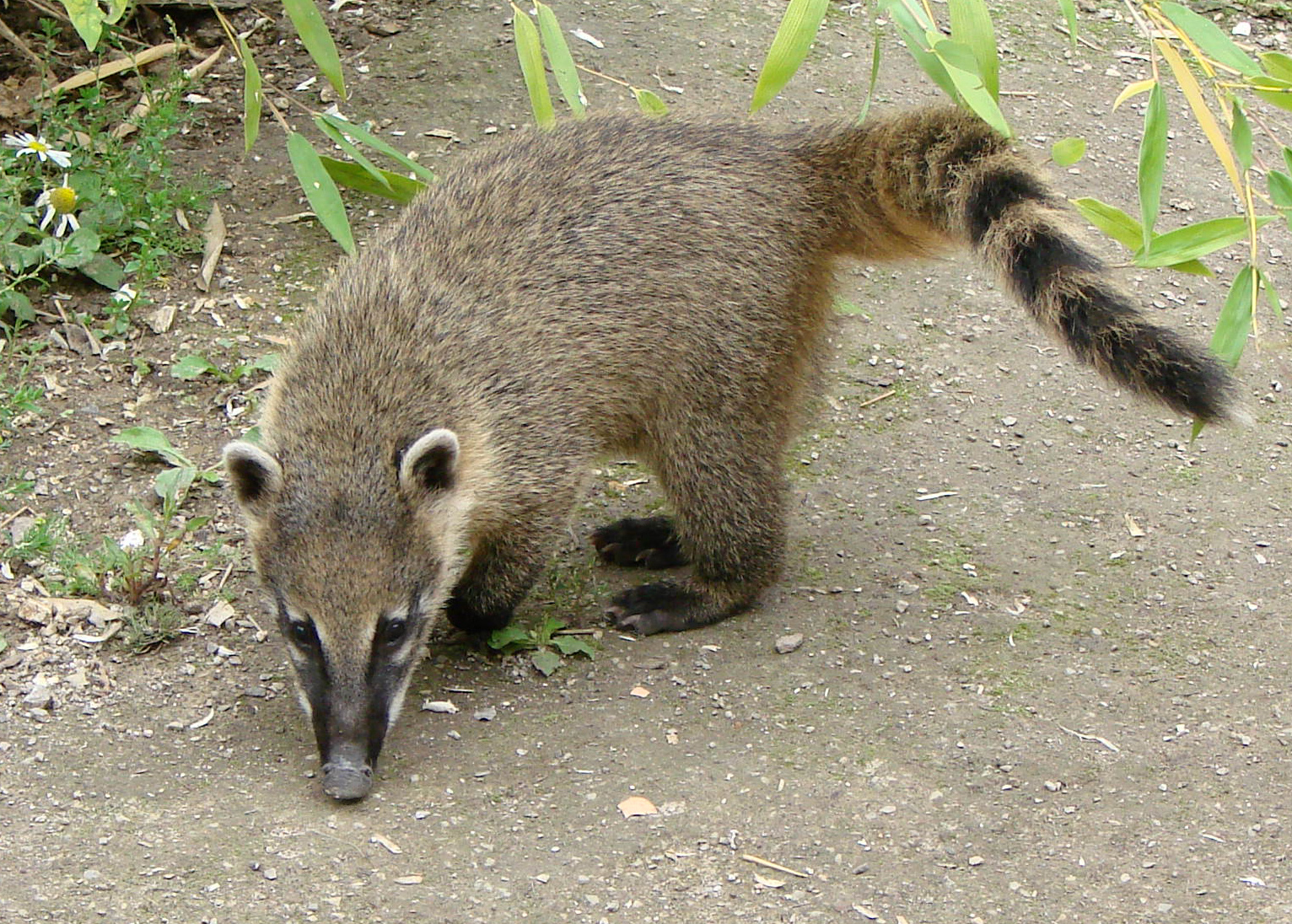
Ormányos medve
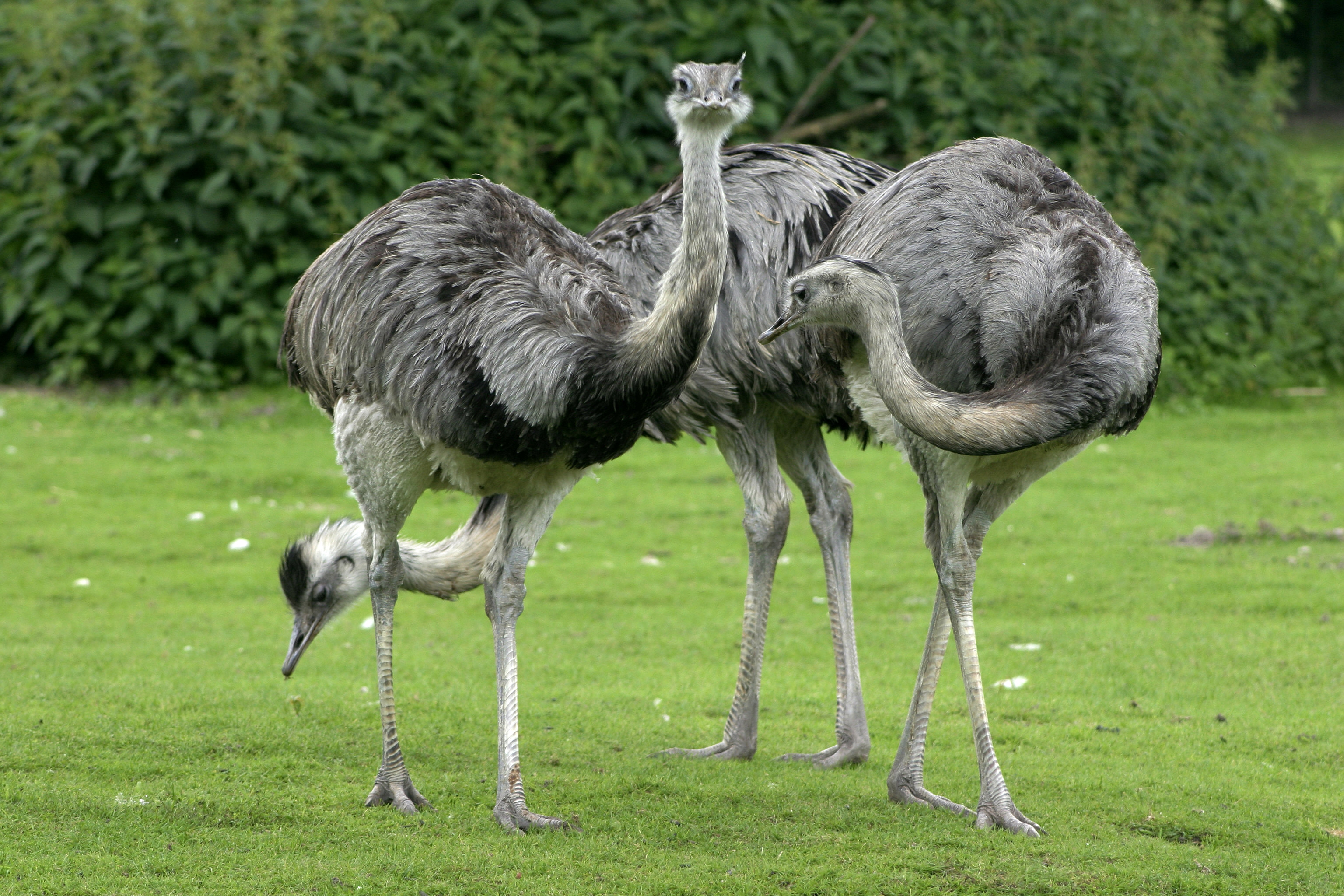
Nandu
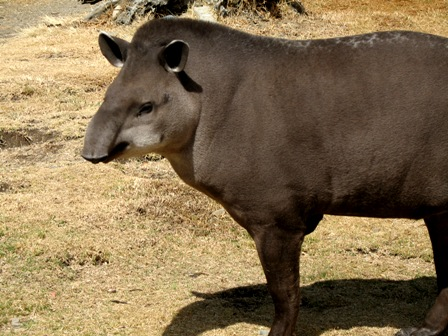
Közönséges tapír
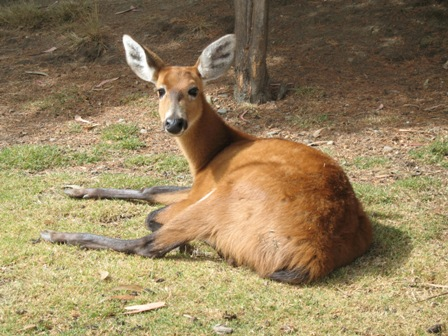
Lápi szarvas
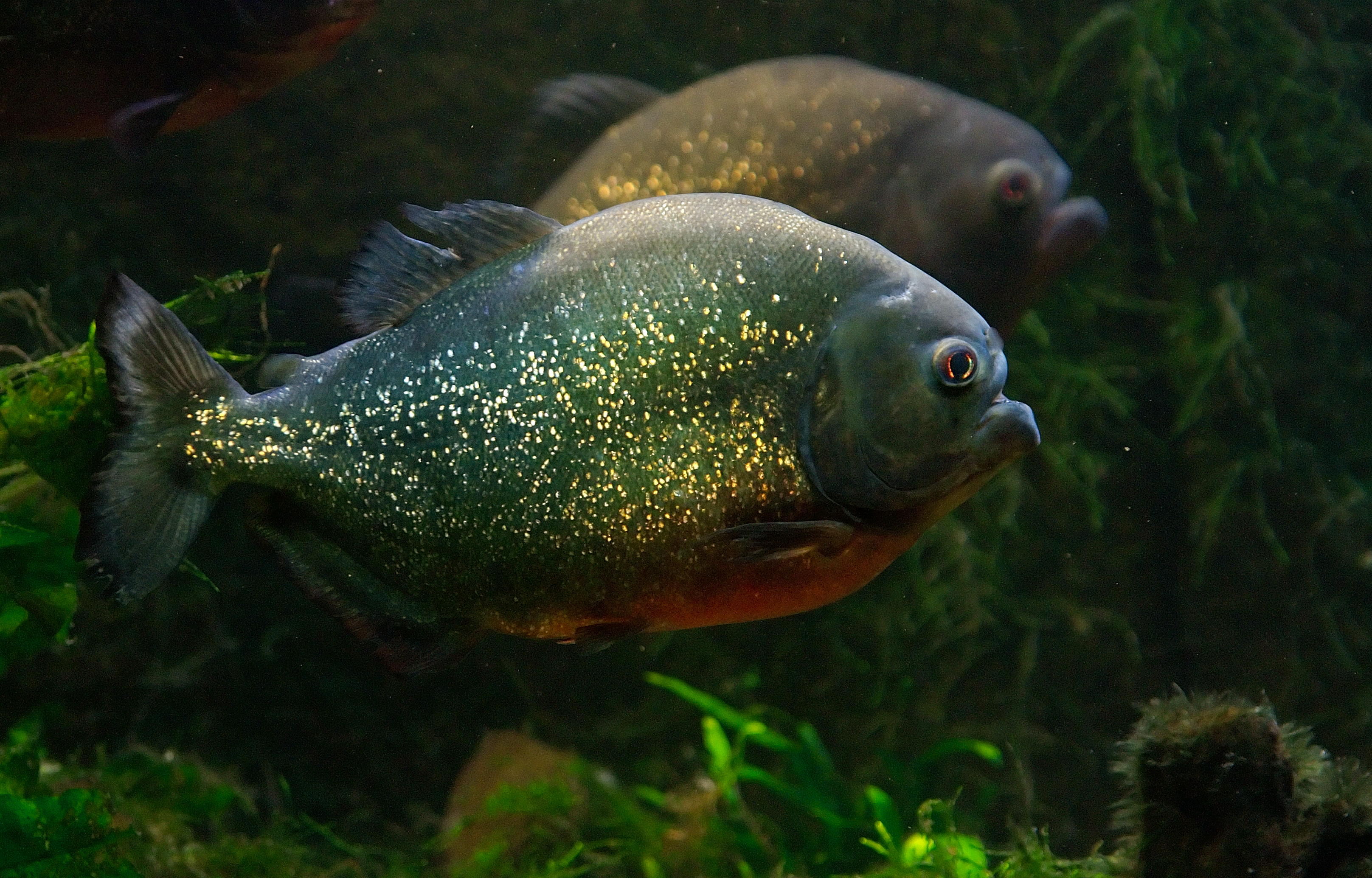
Piranha
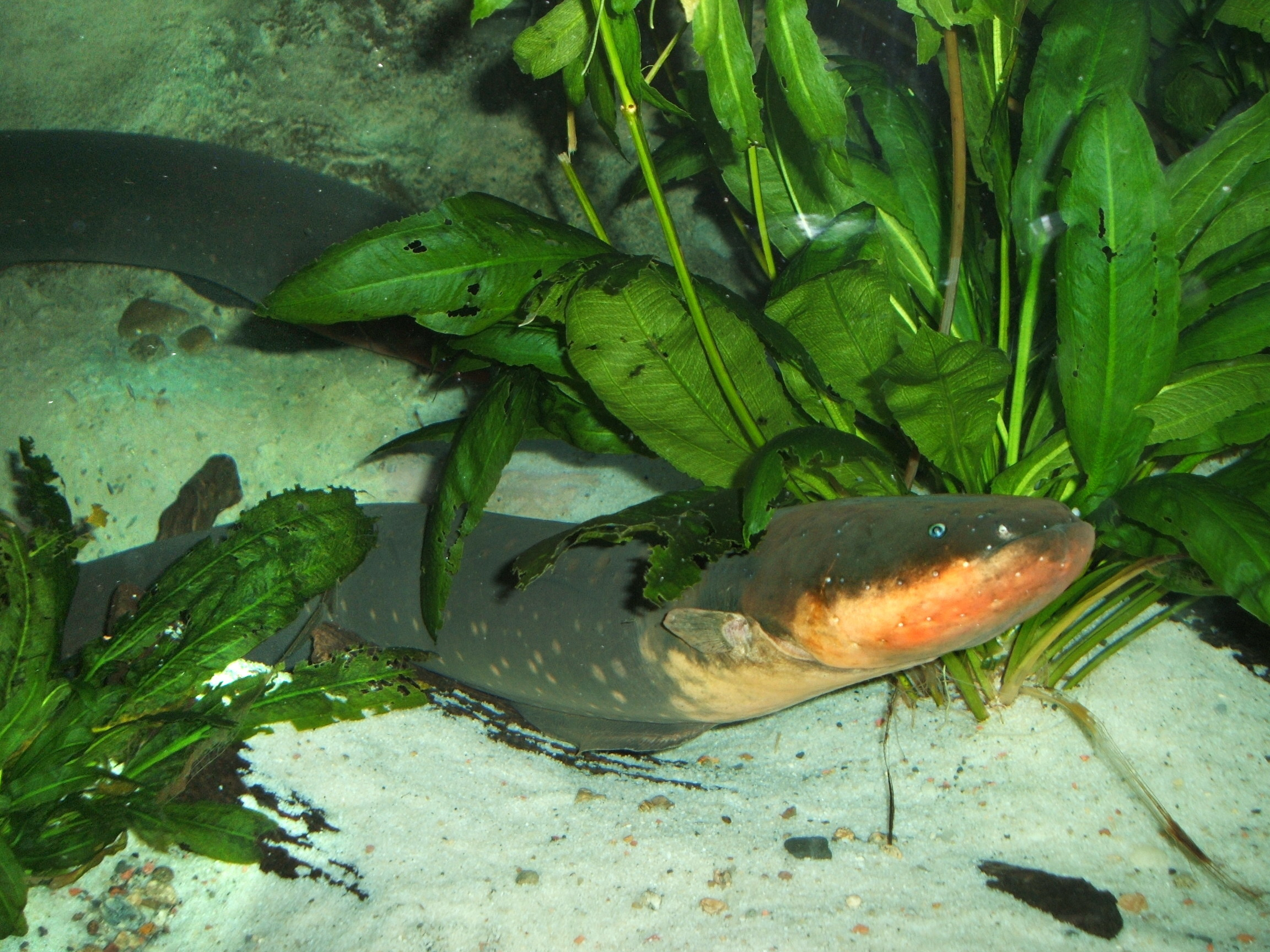
Elektromos angolna
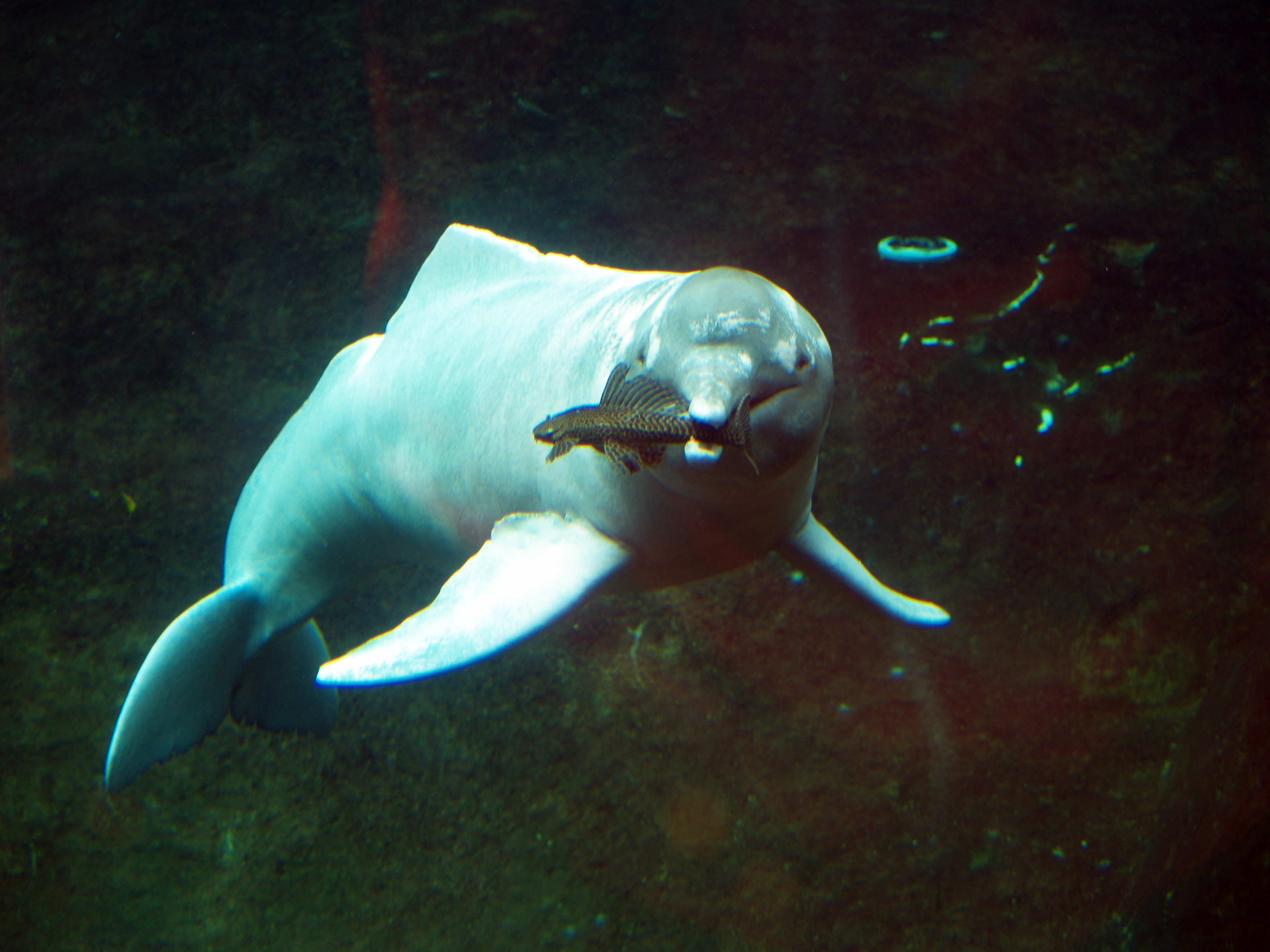
Amazonasi folyamidelfin

## Nemzeti parkjai
Brazília területének 25%-a védett valamilyen formában. Ennek nagyjából fele bennszülött föld (terras indígenas), másik felét vagy a tagállamok, vagy a szövetségi állam nyilvánította védett területté.

## Természeti világörökségei
Az UNESCO világörökség-listáján szereplő területek:
- Atlanti-parti Esőerdő Rezervátum
- Atlanti-parti Délkeleti Esőerdő Rezervátumok
- Brazil atlanti-óceáni szigetek: Fernando de Noronha és Rocas-atoll rezervátumok
- Közép-amazóniai Természetvédelmi Területek
- Chapada dos Veadeiros Nemzeti Park és Emas Nemzeti Park
- Iguaçu Nemzeti Park
- Pantanal Természetvédelmi Terület
- Serra da Capivara Nemzeti Park
- Aparados da Serra Nemzeti Park